# Marie Taglioni
Marie Taglioni (Estocolmo, 23 de abril de 1804 - Marsella, 24 de abril de 1884) fue una bailarina de ballet romántico que introdujo la Técnica de puntas y el tutú romántico.

## Biografía

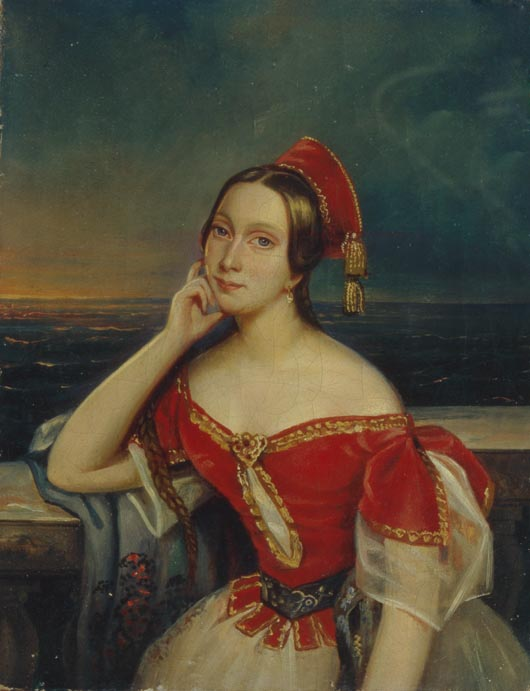
Retrato de Marie Taglioni, en el A.A. Bakhrushin State Central Theatre Museum.

Nació en Estocolmo el 23 de abril de 1804, pero pertenecía a una conocida dinastía de bailarines y coreógrafos milaneses. Sus padres Filippo Taglioni (1777-1871) y Hedvig Sophia Karsten (1783-1862), hija de un sueco cantante de ópera, eran célebres en toda Europa.
A pesar de que hay un sepulcro que lleva su nombre en Montmartre donde los bailarines de todo el mundo le rinden tributo, en 2007 se desveló que allí se encuentra enterrada su madre Sophia Taglioni y que en realidad Marie está enterrada en el Cementerio de Père-Lachaise, en París, bajo el nombre de quien fuera su exmarido Comte Gilbert de Des Voisins.

## Formación
Se formó en París con Jean-François Coulon  aunque también estaba bajo la supervisión de su padre Filippo que la sometió a un régimen de ejercicios técnicos muy duro para la época.  
El 23 de julio de 1827, debutó en la Ópera de París  en un pas de deux creado por Filippo en el ballet "Le sicilien, ou L'Amour peintre" (de Molière) de Anatole Petit. Celebró los triunfos en el papel creado para ella como Bajadere en la ópera-ballet Le Dieu et la Bayadère de Scribe y Auber y en el famoso Ballet de la monja de Meyerber. Ópera Robert le Diable (1831). Su innovador estilo de danza, incorpórea ligereza y su naturaleza etérea, en el sentido de Fanny Elssler, es señalada como una antítesis de ella, y fue una de sus oponentes principales en la Ópera de París.
Tras sus numerosos exitosos en ballet, se retiró a Blevio en el Lago de Como antes de trabajar en París como profesora en la Escuela de Ballet de la Ópera de París de 1858 a 1870. Allí, en 1860, creó la coreografía del ballet de Jacques Offenbach Le Papillon para la bailarina Emma Livry, a la que había apadrinado. Otro ballet de Taglioni llamado Zara (con libreto de Charles Nuitter) no se representó debido a la trágica muerte de Livry.
De 1871 a 1880, Marie Taglioni vivió en Londres y siguió dando clases de ballet. Pasó los últimos años de su vida con su hijo en Marsella, donde murió el 22 de abril de 1884.

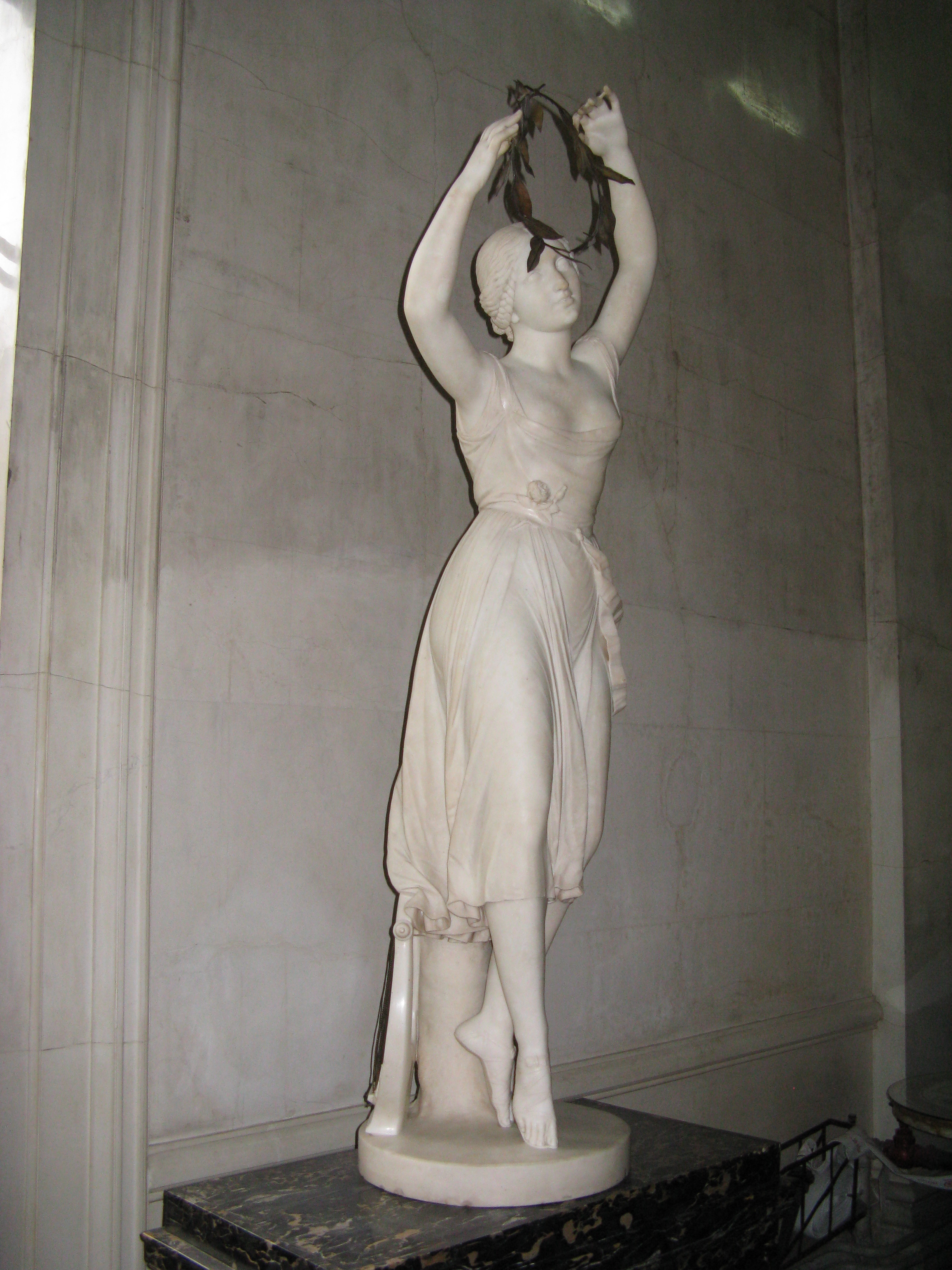
Escultura de Rinaldo Rinaldi (1793-1873) representando a la Prima Ballerina Marie Taglioni en punta, estatua en el Museo del Hermitage.

## La sílfide
Con el estreno de La sílfide, obra de ballet creada por su padre y estrenada por ella en la Ópera de París el 12 de marzo de 1832, acompañada por Joseph Mazilier (1801 – 1868)  Su estilo etéreo se convirtió en el símbolo de la época romántica.  Asimismo, la bailarina se consagró, al bailar en puntas de pie por primera vez en la historia de la danza, como “la más grande bailarina del momento”. Creó un delicado nuevo estilo, caracterizado por saltos flotantes y posturas equilibradas como el "arabesque", que tipificó la cualidad romántica de principios del siglo XIX. La sílfide se caracteriza por  el empleo de una vaporosa falda  blanca que se convertirá en el tutú, vestido por la mayoría de bailarinas de ballet clásico.

## Los ballets de Marie Taglioni

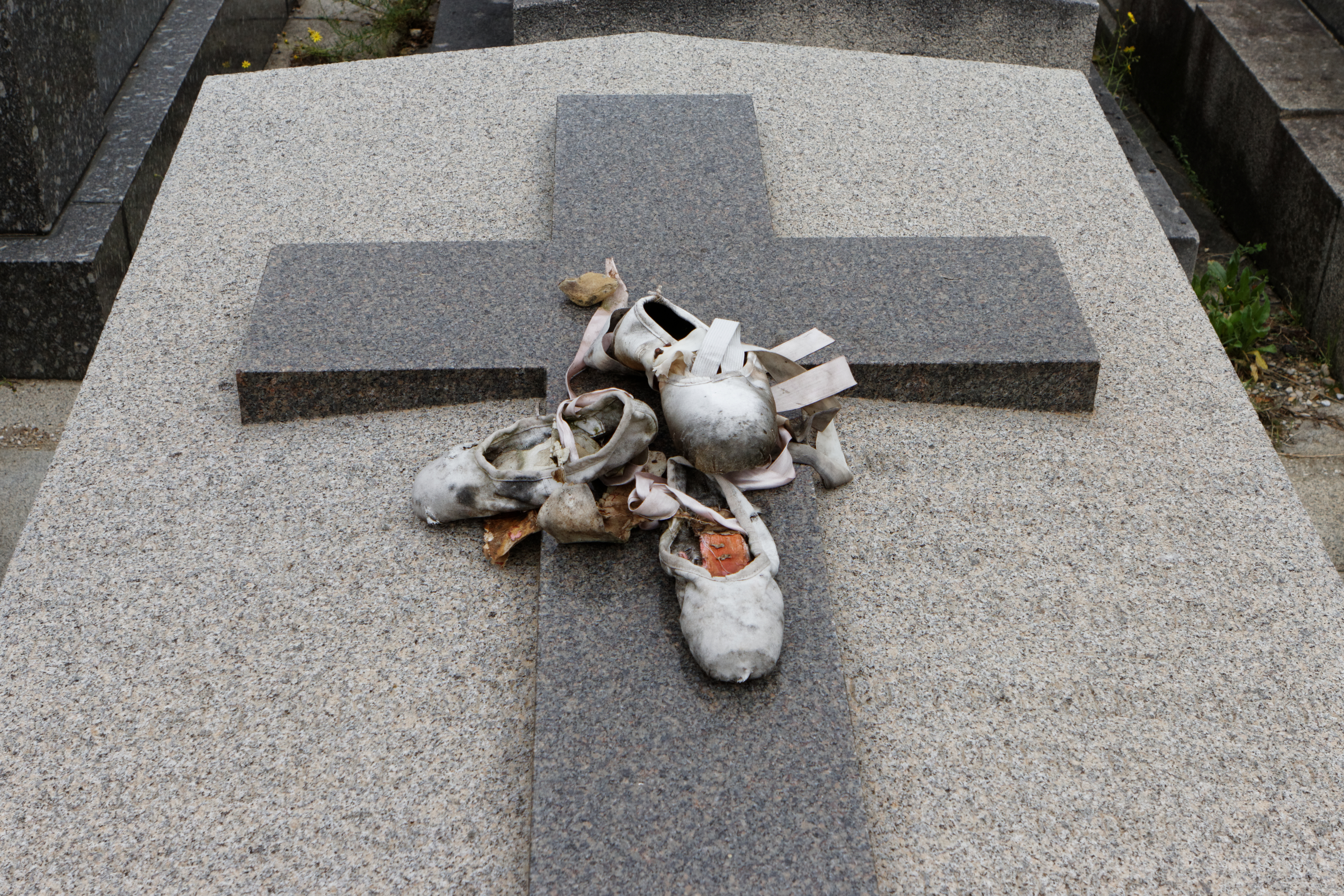
Tumba de Marie Taglioni en el cementerio Père-Lachaise de París.

Debutó en Londres en 1829; ese mismo año el compositor Hector Berlioz (en París), expresó La señorita Taglioni no es una bailarina, es un espíritu del aire, es Ariel personificada, una hija del cielo.
Hizo gira por toda Europa y después de dejar la Ópera en 1837, viajó a Rusia y bailó con el Ballet Imperial en San Petersburgo..Entre 1837 y 1842 actuó todos los inviernos en San Petersburgo y durante esta época también realizó giras a Viena (1839-40), Varsovia (1840), Estocolmo (1841) y Londres (1839-45).
Otra de los ballets más conocido de Taglione, fue coreografía de Jules Perrot del divertimento Pas de quatre, estrenado en Londres en 1845. (con música de Cesare Pugni), en la que Taglioni bailó a la cabeza de otras tres bailarinas principales: Fanny Cerrito, Carlotta Grisi y Lucile Grahn. Este Pas de quatre capturaba la esencia del estilo romántico mientras las bailarinas bailaban con recatada ligereza, delicadeza y aplomo, con todas las técnicas del ballet clásico.  Al Pas de quatre le siguió en 1846 un Pas des Déesses (Danza de las Diosas) similar con Taglioni, Cerrito y Grahn.
Marie Taglioni continuó bailando los papeles principales de todos los ballets de su padre, a los que contribuyó a dar éxito, como La fille du Danube ("La hija del Danubio"; 1836), La gitana ("La gitana"; 1838), L'ombre ("La sombra"; 1839), Satanella (1842) y La Péri (1843).
De 1841 a 1846, otras giras artísticas la llevaron a los teatros italianos de Milán, Trieste, Vicenza, Bolonia y Roma, y allí se dio a conocer como una "verdadera estrella de la danza italiana" y aclamada como la "Reina de la Danza".
En 1845 interpretó con otras tres conocidas bailarinas románticas - Carlotta Grisi, Lucile Grahn y Fanny Cerrito- el Pas de Quatre en Londres. Sin embargo, su carrera estaba llegando a su fin; Taglioni hizo su última aparición en Londres el 21 de agosto de 1847 en el ballet Le jugement de Pâris (El juicio de París) de Jules Perrot y Cesare Pugni, y se retiró de la danza.

## Repertorio
Gofttheater, Viena 

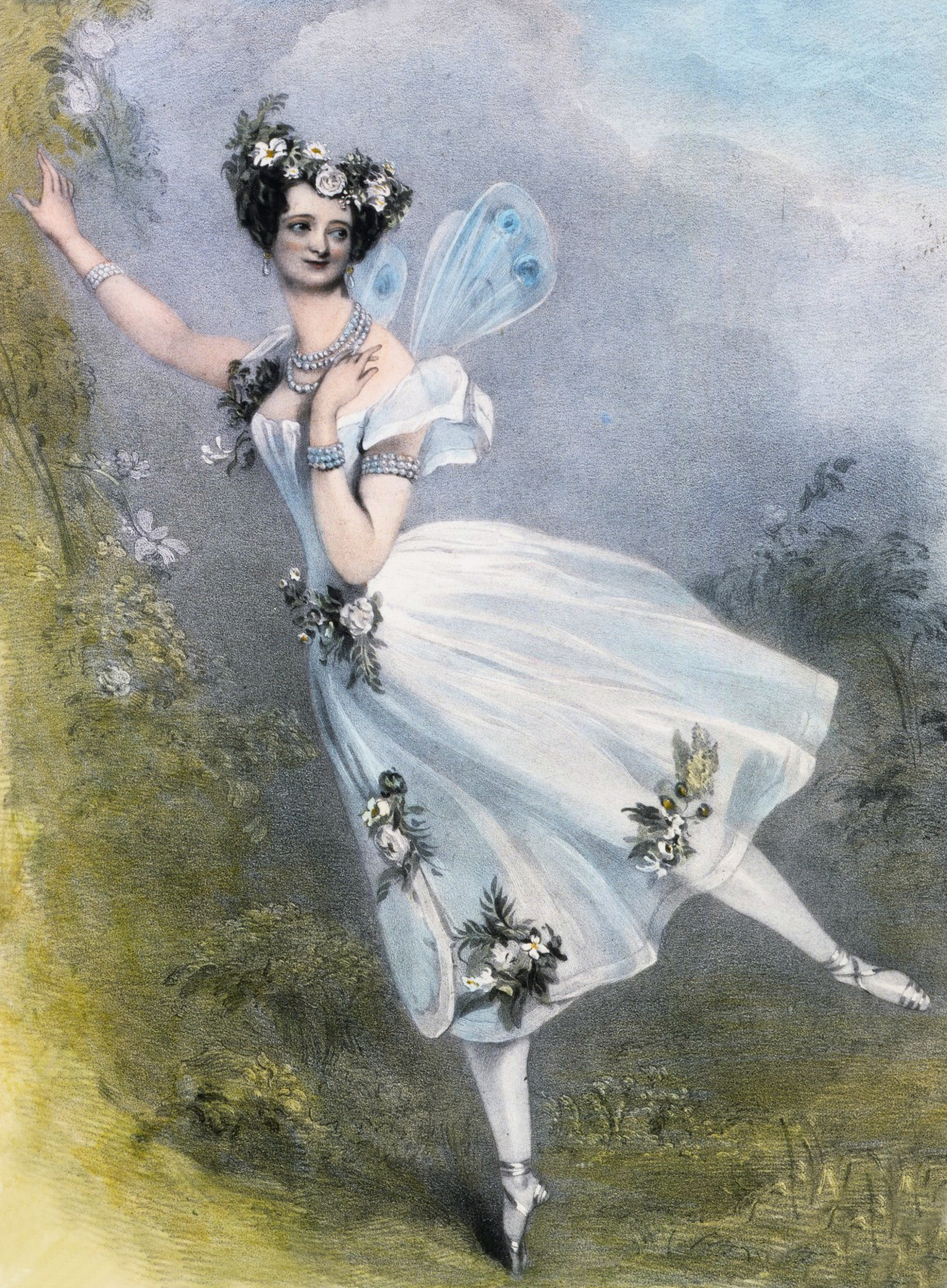
Marie Taglioni en Céfiro y Flora de Charles Louis Didelot.

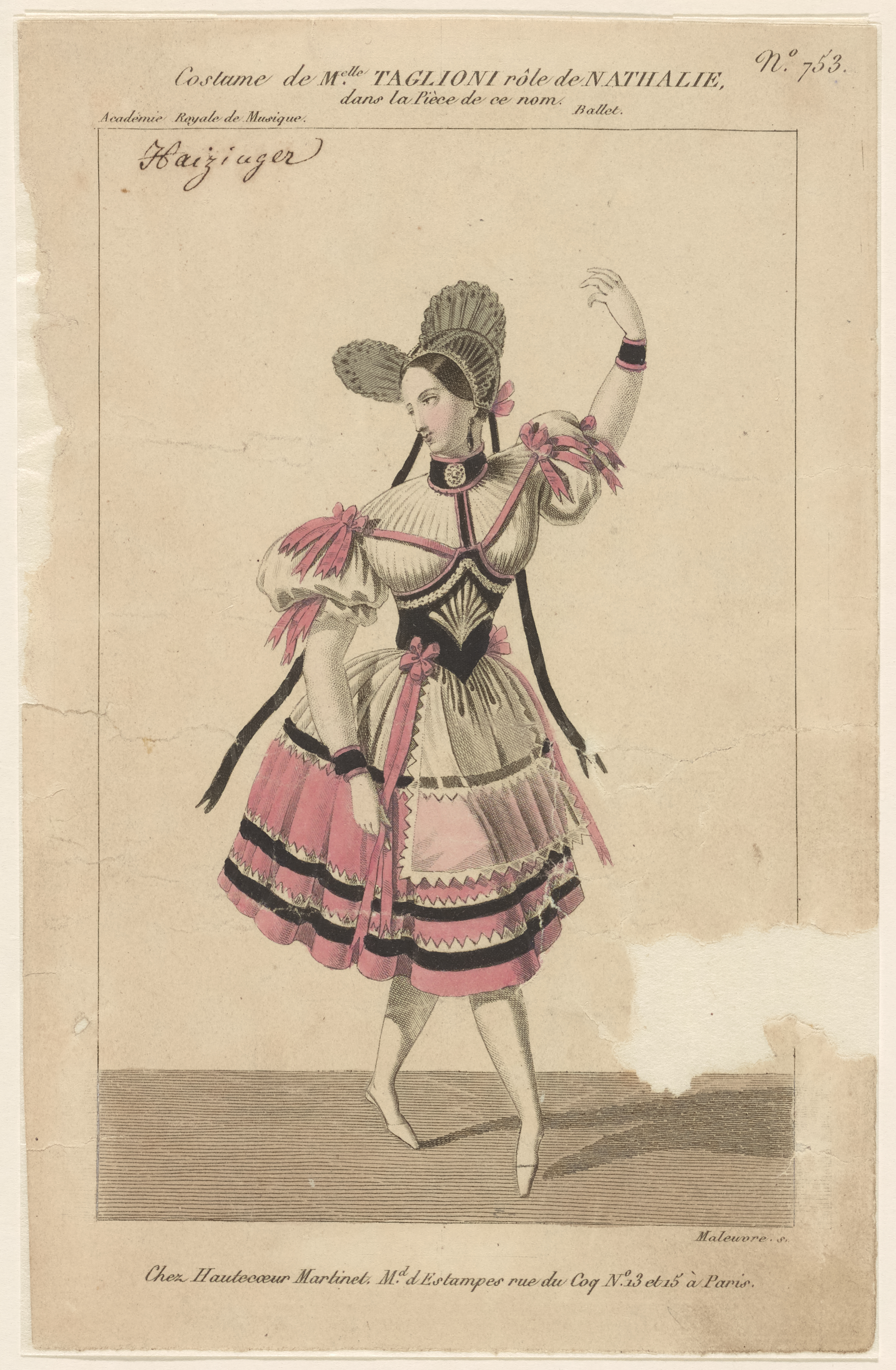
Marie Taglioni en el ballet Nathalie o La laitière suisse de Filippo Taglioni, estrenado en la Ópera de París el 7 de noviembre de 1832. De cuerpo entero hacia la derecha, mirando a la izquierda, brazo izquierdo curvado hacia la cabeza, sobre medias puntas, pierna izquierda hacia adelante.

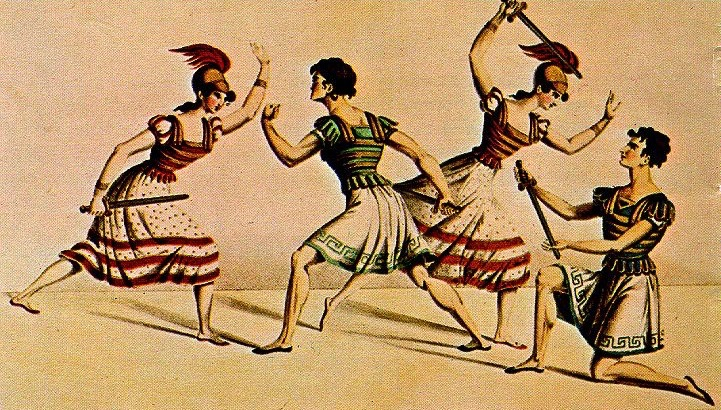
Ballet Schwerdt y Lanze. Mlle. Pierson, Paolo (Paul) Taglioni [1808-1884], Marie Taglioni, Stullmüller como amazonas y esgrimistas griegos". Litografía en color 1826.

- 10 de junio de 1822 - Ninfa, "Recepción de una joven ninfa en la corte de Terpsícore".
- 17 de diciembre de 1822 - La Belle Arsene, coreografía de Louis Henri con música de grupo
- Agosto de 1823 - "Las Amazonas", coreografía de Louis Henri con música de grupo
- Pas de châle , número de concierto
- 29 de mayo de 1824 - Venus, "Psique" de Armand Vestris

Teatro de Stuttgart
- "Despertar de Venus por Cupido"
- "Unas vacaciones en el harén"
- Pas de deux * (pareja - Paul Taglioni)
- 1825-1826 - Quiz, "Feria" * (Jerónimo - Giuseppe Turchi (Turchetto); Amazona, "Espada y Lanza" *
- 12 de marzo de 1826 - Danina, "Danina, o Joko, el mono brasileño" * (Don Mearo bailado por Anton Stulmüller)[13]
- Aglaya, "Aglaya"

Ópera de París
- 23 de julio de 1827 - inserción del pas de deux * con música de Joseph Mayseder, estreno del ballet de Anatole Petit "El siciliano" (pareja - Paul Taglioni)
- "El precio de un baile", número insertado en La Virgen Vestal de Gaspare Spontini
- pas de deux * insertado en el ballet "Marte y Venus, o las redes de Vulcano" de Jean-Baptiste Blache
- 2 de julio de 1828 - Lydia, "Lydia" de Jean-Pierre Omer, música de Ferdinand Hérold
- 29 de agosto de 1828 - Venus, "Marte y Venus, o las redes de Vulcano" de Jean-Baptiste Blache
- 17 de diciembre de 1828 - Cenicienta, "Cinderella" Albert
- 23 de febrero de 1829 - Psique, " Psique " de Pierre Gardel , música de Jean Schneitzhoeffer.[14]
- 27 de abril de 1829 - La reina de las náyades, "La bella del bosque dormido" de Jean-Pierre Omer, música de Ferdinand Hérold
- 3 de agosto de 1829 - Danza tirolesa, estreno de la ópera "Guillermo Tell" de Gioacchino Rossini
- 3 de mayo de 1830 - Nuka (danza de una esclava * en el último acto del ballet Manon Lescaut de Jean-Pierre Omer (basada en la novela Manon Lescaut), música de Fromental Halévy

Berlín
- Mayo de 1830 - "Nueva Amazona"

Londres

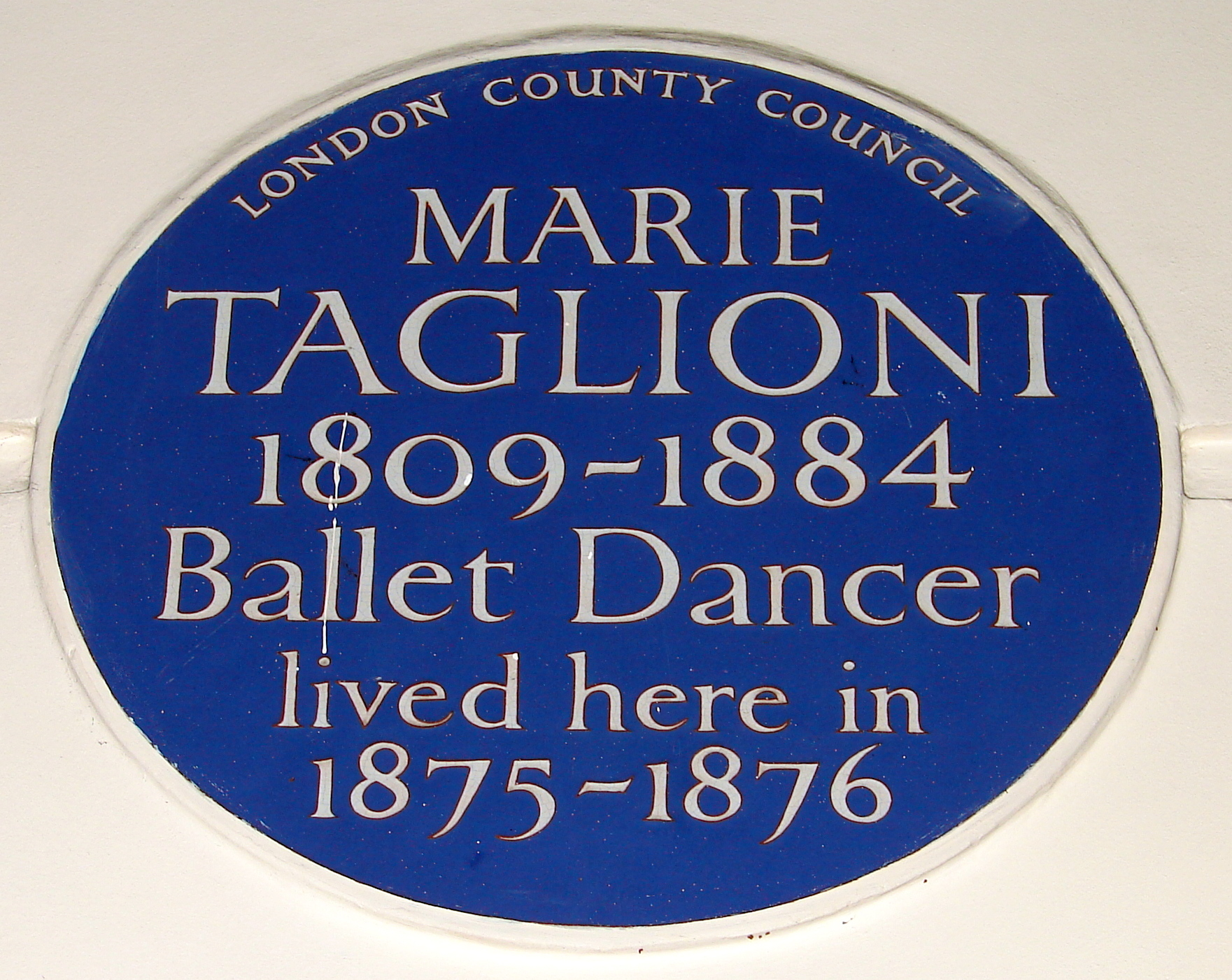
Placa conmemorativa en Londres en el lugar donde vivió.

- 3 de junio de 1830 - Flora, " Céfiro y Flora " de Charles-Louis Didelot (reanudación de Albert, también interpretó el papel de Céfiro)

Ópera de París
- 30 de agosto de 1830 - inserta el pas de deux en la ópera "Fernando Cortes" (pareja - Jules Perrot )
- 13 de octubre de 1830 - Oro, " Dios y la Bayadera, o la cortesana enamorada " *, ópera-ballet con música de Daniel-François Auber, guion de Eugène Scribe
- 14 de marzo de 1831 - Flora, Céfiro y Flora de Charles-Louis Didelot (Céfiro - Jules Perrault)
- 21 de noviembre de 1831 - El fantasma de la abadesa Helena (baile de las monjas fantasmas *), estreno de la ópera de Giacomo Meyerbeer " Roberto el Diablo "
- 12 de marzo de 1832 - Sylphide, " Sylphide " * con música de Jean Schneitzhoffer (James - Joseph Mazilier )
- 7 de noviembre de 1832 - Natalie, " Natalie, o la lechera suiza " [* 5]
- 4 de diciembre de 1833 - Zulma, "Rebelión en el serrallo", con música de Theodore Labarre[nota 5]  (Ismael - Joseph Mazilier)

Londres
- 21 de junio de 1834 - "La caza de las ninfas" con música de Daniel-François Auber

Ópera de París
- 8 de abril de 1835 - Bresilla, "Brazilla, o la tribu de las mujeres" * con música de Wenzel von Gallenberg (Zamora - Joseph Mazilier), " Romanesque ", danza divertissement en la ópera de Daniel-François Auber "Gustav III, o Baile de máscaras" (pareja - Auguste Vestris )
- 21 de septiembre de 1836 - Fleur de Champs, "Maid of the Danube" * con música de Adolphe Adam

Teatro Bolshoi, San Petersburgo
- 23 de noviembre de 1838 - Gitana, "Gitana, una gitana española" * (Frederick - Nikolai Goltz )
- 1838 - Miranda, "Miranda, o el naufragio" *
- 1839 - "Criolla" *
- 22 de noviembre de 1839 - Condesa Angela, "Sombra" * con música de Ludwig Maurer (Caballero Loredan - Nikolai Goltz)
- 1840 - "El lago de las hechiceras" *
- 5 de febrero de 1840 - "El ladrón del mar" * con música de Adolphe Adam
- 30 de enero de 1841 - Aglaya , " Aglaya, pupila de Cupido " * con música de Keller
- 1841 - Daya , " Daya, o los portugueses en la India " * con música de Keller
- ¿26 de febrero? 1842 - Herta , " Gerta, o la reina Elfrid " * con música de Keller (pareja - Christian Ioganson )

Teatro Real, Haymarket, Londres
- 12 de julio de 1845 - Pas de Quatre de Jules Perrot, (junto con Carlotta Grisi, Fanny Cerrito y Lucille Grand )
- 24 de julio de 1845 - "Diana" de Jules Perrot (también interpretó el papel de Endymion )
- 23 de julio de 1846 - Hebe, "El juicio de París" de Jules Perrot (París - Arthur Saint-Leon , Venus - Fanny Cerrito, Minerva - Lucille Grand)